# هوتینگ
هوتینگ (به سوئدی: Hoting) یک منطقهٔ مسکونی در سوئد است که در بخش استرومسوند واقع شده‌است. هوتینگ ۱٫۲۷ کیلومتر مربع مساحت و ۶۶۷ نفر جمعیت دارد.